# 1908년 하계 올림픽 보헤미아 선수단
1908년 하계 올림픽 보헤미아 선수단은 영국 런던에서 개최된 1908년 하계 올림픽에 참가한 올림픽 보헤미아 선수단이다. 5개 종목과 15개 세부 종목에서 선수 17명이 참가하였다.

## 선수 집계
| 종목   | 남자 | 여자 | 합계 |
| ------ | ---- | ---- | ---- |
| 레슬링 | 4    |      | 4    |
| 합계   | 17   | 0    | 17   |

## 메달 집계

### 종목별 메달 집계
| 종목 |   |   |   | 합계 |
| 합계 | 0 | 0 | 2 | 2    |

### 메달리스트
| 메달 | 선수 | 종목 | 세부 종목 | 날짜 |
| ---- | ---- | ---- | --------- | ---- |

## 레슬링
| 선수                | 세부 종목                 | 32강전 (상대 /결과) | 16강전 (상대 /결과) | 8강전 (상대 /결과) | 준결승 (상대 /결과) | 3-4위전 (상대 /결과) | 결승 (상대 /결과) | 순위      |           |           |           |           |           |    |
| 미로슬라프 슈스테라 | 그레코로만형 라이트헤비급 | 월터 웨스트         | 패                  | 진출 실패          | 진출 실패           | 진출 실패            | 진출 실패         | 진출 실패 | 진출 실패 | 진출 실패 | 진출 실패 | 진출 실패 | 진출 실패 | 17 |
| 야로슬라프 티파     | 그레코로만형 미들급       | 부전승              | 부전승              | 야프 벨머르        | 패                  | 진출 실패            | 진출 실패         | 진출 실패 | 진출 실패 | 진출 실패 | 진출 실패 | 진출 실패 | 진출 실패 | 9  |
| 요세프 베히녜       | 그레코로만형 미들급       | 프리티오프 모르텐손 | 패                  | 진출 실패          | 진출 실패           | 진출 실패            | 진출 실패         | 진출 실패 | 진출 실패 | 진출 실패 | 진출 실패 | 진출 실패 | 진출 실패 | 17 |
| 카렐 할리크         | 그레코로만형 라이트급     | 윌리엄 우드         | 패                  | 진출 실패          | 진출 실패           | 진출 실패            | 진출 실패         | 진출 실패 | 진출 실패 | 진출 실패 | 진출 실패 | 진출 실패 | 진출 실패 | 17 |

## 참고 자료
- (영어) “Bohemia at the 1908 London Summer Games”. sports-reference.com. 2011년 9월 14일에 원본 문서에서 보존된 문서. 2011년 6월 14일에 확인함.